# 신현태 (1946년)
신현태(1946년 9월 22일~)는 대한민국의 정치인이다. 경기도의원을 지냈으며 제16대 국회의원을 지냈다.

## 역대 선거 결과
|  | 35.71% |

|  | 51.71% |

|  | 40.51% |

|  | 39.73% |

|  | 3.32% |